# (3483) Svetlov
(3483) Svetlov (1976 YP2) – planetoida z pasa głównego asteroid okrążająca Słońce w ciągu 2,69 lat w średniej odległości 1,93 j.a. Odkryła ją Ludmiła Czernych 16 grudnia 1976 roku.